# Щайнберги
Щайнбергите (на немски: Steinberg) са стар долносаксонски благороднически род, произлизащ от старите благородници от Хилдесхайм и още през 12 век притежава богати собствености на територията на река Лайне.
Бодо фон Щайнберг построява замъка Боденбург (днес в Бад Залцдетфурт) и го прави на резиденция на своя род. За пръв път в документ фамилията се появява през 1182 г. с Конрадус де Стайнберхе , който ок. 1200 г. е епископски хилдесхаймски министериал и живее в замък Боденбург. Чрез синовете и внуците му родът се разделя на шест линии, от които три добиват значение през Средновековието.